# Samobójstwo. Studium z socjologii
Samobójstwo. Studium z socjologii (Le suicide. Étude de sociologie) – praca Émile’a Durkheima poświęcona samobójstwu, wydana w 1897. Przekład polski Krzysztofa Wakara ukazał się w 2006 roku (ISBN 83-7459-016-5). Książka uważana jest za "jeden z najważniejszych tekstów kanonicznych socjologii"..
Według Durkheima samobójstwo jest faktem społecznym wynikającym ze stanu grupy społecznej, w której jednostka uczestniczy. Podstawowy mechanizm rodzący samobójstwo w jego społecznym wymiarze związany jest z wewnętrzną integracją, spoistością grupy. Wyróżnione zostały cztery typy samobójstw: 
- samobójstwo altruistyczne – wynikające z ogromnej więzi ze społeczeństwem (np. piloci kamikaze),
- samobójstwo egoistyczne – będące skutkiem całkowitego rozerwania związków z ludźmi z najbliższego kręgu (głównie z rodziną),
- samobójstwo fatalistyczne – pojawia się, gdy człowiek czuje brak wpływu na życie swoje i otoczenia,
- samobójstwo anomiczne – występujące w sytuacji braku jakichkolwiek regulacji, kiedy zostają zniesione wszelkie ograniczenia (np. podczas zmiany systemu politycznego).